# Belmiro Cuica Chissengueti
Belmiro Cuica Chissengueti CSSp (* 5. März 1969 in der Provinz Bié, Angola) ist ein angolanischer Ordensgeistlicher und römisch-katholischer Bischof von Cabinda.

## Leben
Belmiro Cuica Chissengueti trat der Ordensgemeinschaft der Spiritaner bei und legte am 5. August 1995 die ewige Profess ab. Er empfing am 5. Mai 1996 das Sakrament der Priesterweihe.
Am 3. Juli 2018 ernannte ihn Papst Franziskus zum Bischof von Cabinda. Der Erzbischof von Luanda, Filomeno Vieira Dias, spendete ihm am 30. September desselben Jahres die Bischofsweihe; Mitkonsekratoren waren der Erzbischof von Malanje, Benedito Roberto CSSp, und der Apostolische Nuntius in Angola und São Tomé und Príncipe, Erzbischof Petar Rajič. Die Amtseinführung erfolgte am 7. Oktober 2018.